# حمام (جنس)
جنس الحمام (باللاتينية: Columba) هو جنس من الطيور المنتشرة على نطاق واسع وتضم مجموعة من الحمام ذا جسمٍ سمينٍ متوسطٍ إلى كبير الحجم، وغالبًا ما يُشار إلى تلك المجموعة باسم الحمام النموذجي. في الغالب يستخدم مصطلح «يمامة» و «حمامة»، على التوالي، لوصف الطيور «الصغيرة» و «الكبيرة» من فصيلة الحماميات بدون تمييز باستثناء حجم الطائر.

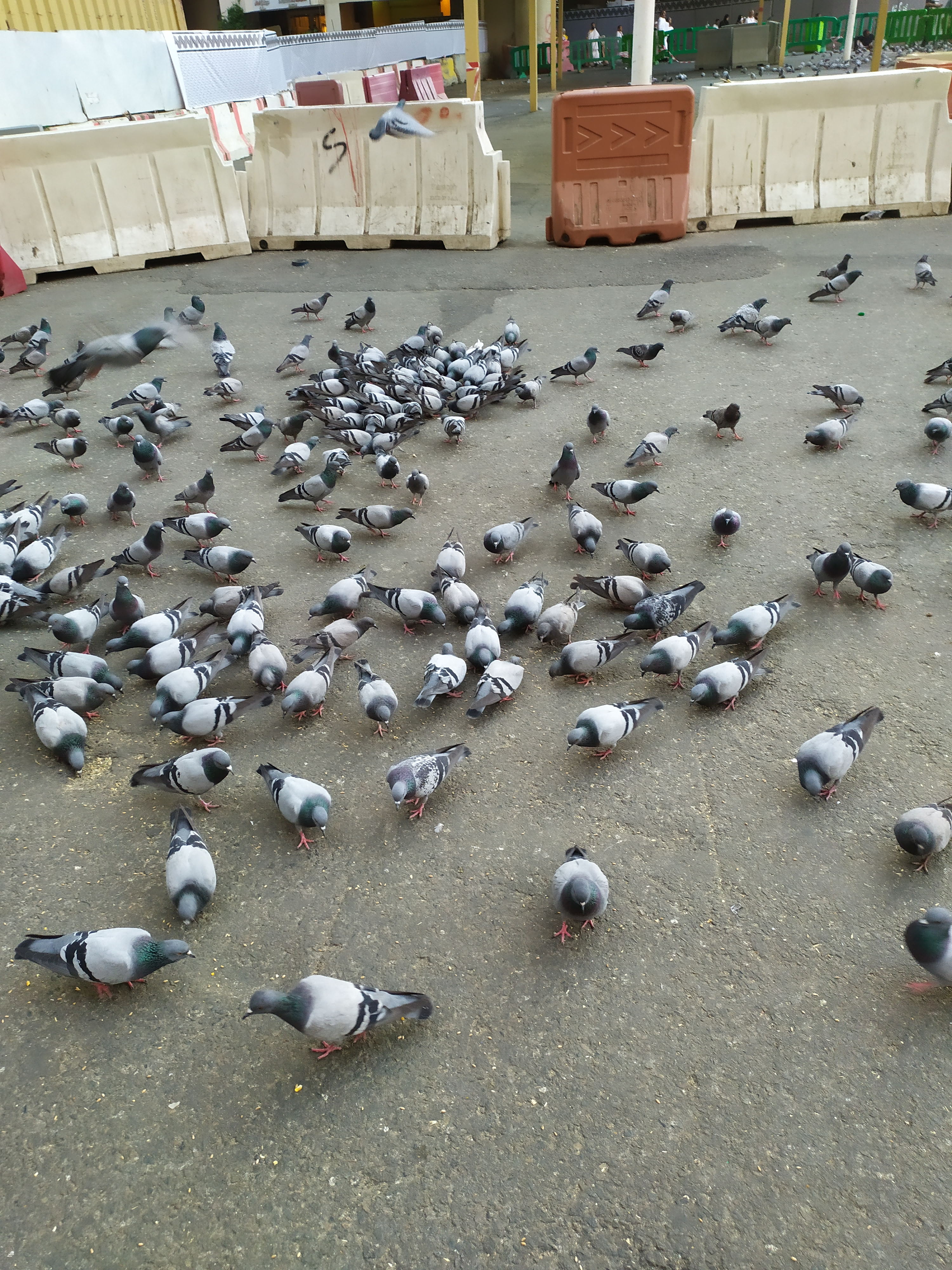
طيور الحمام في الحرم المكي

و كما يُفهَم في الوقت الحاضر، فإن جنس الحمام هذا موطنه الأصلي هو العالم القديم، ولكن بعض أنواعه - ولاسيما حمام الصخور المستأنس والبري - قد تم إقحامه في مواطن جديدة خارج نطاقه الطبيعي، مثل الأمريكتين على سبيل المثال.

## الأنواع

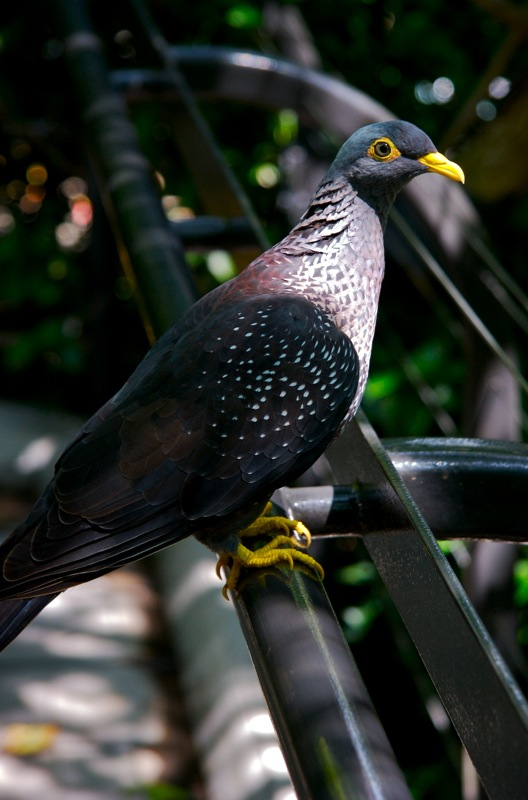
حمامة الزيتون الإفريقي

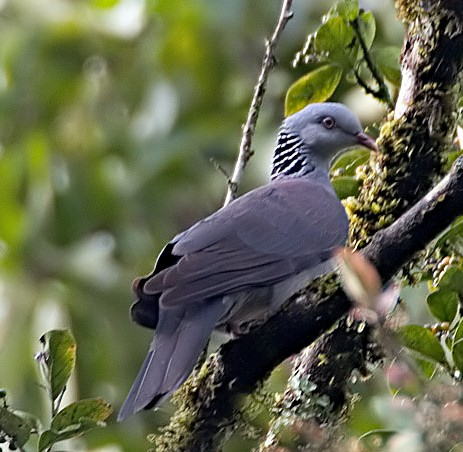
حمامة نلغيري

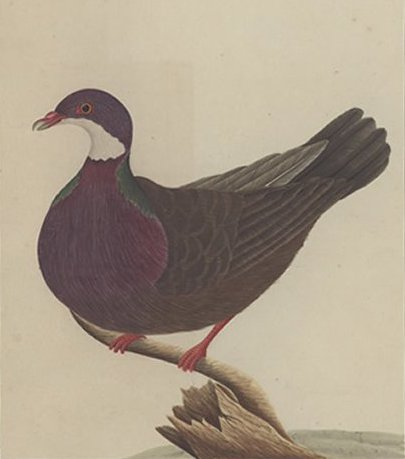
حمامة اللورد هاو المنقرضة (C. vitiensis godmanae) والمعروفة فقط من خلال تقارير بعض المسافرين

- حمام طوراني
- حمامة كولومبا  [لغات أخرى]‏
- حمامة الثلج
- Speckled pigeon
- White-collared pigeon
- دلم (طائر)
- حمامة صفراء العينين
- Somali pigeon
- ورشان
- حمامة تروكاز
- Bolle's pigeon
- Laurel pigeon
- حمامة أفب
- حمام الزيتون الإفريقي
- Cameroon olive pigeon
- São Tomé olive pigeon
- Comoro olive pigeon
- Speckled wood pigeon
- White-naped pigeon
- Ashy wood pigeon
- حمامة نلغيري
- Sri Lanka wood pigeon
- حمامة شاحبة
- Silvery pigeon
- Andaman wood pigeon
- Black wood pigeon
- † Bonin wood pigeon
- † حمامة خشب ريوكيو
- Metallic pigeon
- White-headed pigeon
- Yellow-legged pigeon
- Eastern bronze-naped pigeon
- Western bronze-naped pigeon
- Island bronze-naped pigeon
- حمامة الليمون

## الحواشي
1. 1 2  IOC World Bird List Version 6.3 (بالإنجليزية), 21 Jul 2016, DOI:10.14344/IOC.ML.6.3, QID:Q27042747
2. ↑  IOC World Bird List. Version 7.2 (بالإنجليزية), 22 Apr 2017, DOI:10.14344/IOC.ML.7.2, QID:Q29937193
3. ↑  World Bird List: IOC World Bird List (بالإنجليزية) (6.4th ed.), International Ornithologists' Union, 2016, DOI:10.14344/IOC.ML.6.4, QID:Q27907675
4. ↑  أمين المعلوف (1985)، معجم الحيوان (بالعربية والإنجليزية) (ط. 3)، بيروت: دار الرائد العربي، ص. 72، OCLC:1039733332، QID:Q113643886